# Arthur Herman Holmgren
Arthur Herman Holmgren (* 18. November 1912 in Midvale (Utah); † 24. Dezember 1992 in Logan) war ein US-amerikanischer Botaniker. Sein offizielles botanisches Autorenkürzel lautet „A.H.Holmgren“.
Holmgren studierte an der University of Utah mit dem Bachelorabschluss 1936 und am Utah State Agricultural College mit dem Masterabschluss 1942. Er arbeitete an verschiedenen Landwirtschaftsversuchsstationen und war ab 1943 Professor für Botanik und Direktor des Intermountain Herbarium an der Utah State University. 1978 ging er in den Ruhestand.
Er war seit 1934 verheiratet und hatte zwei Söhne und zwei Töchter. Er spielte Geige im Orchester seiner Universität und war leidenschaftlicher Hobbygärtner.
Mehrere Pflanzen-Taxa wurden ihm zu Ehren benannt.

## Schriften
- Mountain plants of Northeastern Utah, Utah State University 1996
- Handbook of the vascular plants of the Northern Wasatch, Utah State Agricultural college, 4. Auflage, 1972
- mit Arthur Cronquist,  Noel H. Holmgren, James L. Reveal: Intermountain flora: vascular plants of the Intermountain West, U.S.A.: Geological and botanical history of the region, its plant geography and a glossary. The vascular cryptograms and the gymnosperms, Hafner Pub. Co., 1972.
- mit Berniece A. Andersen: A beginner's guide to mountain flowers, 1970
- Identification key to common western grasses, 1965
- The vascular plants of the Dinosaur National Monument, Utah State Univ, 1962
- Portulacaceae of Nevada, Plant Industry Station, 1955
- mit Laurence Alexander Stoddart, C. Wayne Cook: Important poisonous plants of Utah, Agricultural Experiment Station, Utah State Agricultural College, 1949
- mit Bassett Maguire: Noxious weeds of Utah farm lands, 1949
- Handbook of the vascular plants of northeastern Nevada. Utah State Agricultural College & Experiment Station, 1942